# UFC on ESPN: Sandhagen vs. Font
UFC on ESPN: Sandhagen vs. Font（ユーエフシー・オン・イーエスピーエヌ：サンドヘイゲン・バーサス・フォント、別名UFC on ESPN 50）は、アメリカ合衆国の総合格闘技団体「UFC」の大会の一つ。2023年8月5日、テネシー州ナッシュビルのブリヂストン・アリーナで開催された。

## 大会概要
本大会はコーリー・サンドヘイゲンとロブ・フォントのバンタム級戦が組まれた。

## 試合結果

### プレリミナリーカード
第1試合 フライ級 5分3R
○  アスー・アルマバイエフ vs.  オデー・オズボーン ×
2R 3:11 リアネイキドチョーク
第2試合 146.5ポンド契約 5分3R
○  ショーン・ウッドソン vs.  デニス・ブズカ ×
3R終了 判定3-0（30-27、30-27、30-27）
※ブズカの体重超過によりフェザー級から変更。
第3試合 フライ級 5分3R
○  コーディ・ダーデン vs.  ジェイク・ハドリー ×
3R終了 判定3-0（30-27、30-27、30-27）
第4試合 フェザー級 5分3R
○  ビリー・クアランティーロ vs.  デイモン・ジャクソン ×
3R終了 判定3-0（29-28、29-28、29-28）
第5試合 ウェルター級 5分3R
○  カールストン・ハリス vs.  ジェレマイア・ウェルズ ×
3R 1:50 アナコンダチョーク
第6試合 バンタム級 5分3R
○  カイラー・フィリップス vs.  ラオーニ・バルセロス ×
3R終了 判定3-0（30-27、29-28、29-28）

### メインカード
第7試合 ライト級 5分3R
○  ルドビト・クライン vs.  イグナシオ・バハモンデス ×
3R終了 判定3-0（30-27、29-28、29-28）
第8試合 ライトヘビー級 5分3R
○  タナー・ボーザー vs.  アレクサ・カムール ×
3R終了 判定3-0（30-27、30-27、30-27）
第9試合 フェザー級 5分3R
○  ディエゴ・ロペス vs.  ギャビン・タッカー ×
1R 1:38 腕ひしぎ十字固め
第10試合 ライトヘビー級 5分3R
○  ダスティン・ジャコビー vs.  ケネディ・エンジーチュクー ×
1R 1:22 TKO（右ストレート→パウンド）
第11試合 女子ストロー級 5分3R
○  タチアナ・スアレス vs.  ジェシカ・アンドラージ ×
2R 1:31 ギロチンチョーク
第12試合 140ポンド契約 5分5R
○  コーリー・サンドヘイゲン vs.  ロブ・フォント ×
5R終了 判定3-0（50-45、50-45、50-45）

### 各賞
ファイト・オブ・ザ・ナイト：該当無し
パフォーマンス・オブ・ザ・ナイト：タチアナ・スアレス、ダスティン・ジャコビー、ディエゴ・ロペス、カールストン・ハリス、アスー・アルマバイエフ
各選手にはボーナスとして5万ドルが授与された。

### カード変更
負傷などによるカードの変更は以下の通り。